# 6437 Строганов
6437 Строганов (6437 Stroganov) — астероїд головного поясу, відкритий 28 серпня 1987 року.
Тіссеранів параметр щодо Юпітера — 3,286.
Названий на честь династії російських купців та промисловців Строганових.